# Barville (Vosges)
Barville ist eine französische Gemeinde mit 80 Einwohnern (Stand: 1. Januar 2022) im Département Vosges in der Region Grand Est (bis 2015 Lothringen). Sie gehört zum Arrondissement Neufchâteau und zum Kanton Neufchâteau.

## Geografie
Barville liegt am Fluss Vair, etwa zehn Kilometer nordöstlich von Neufchâteau. Die Gemeinde wird umgeben von Harchéchamp im Norden, Attignéville im Nordosten, Houéville im Südosten, Vouxey im Süden, Neufchâteau im Südwesten, Soulosse-sous-Saint-Élophe im Westen sowie Autigny-la-Tour im Nordwesten.

## Sehenswürdigkeiten

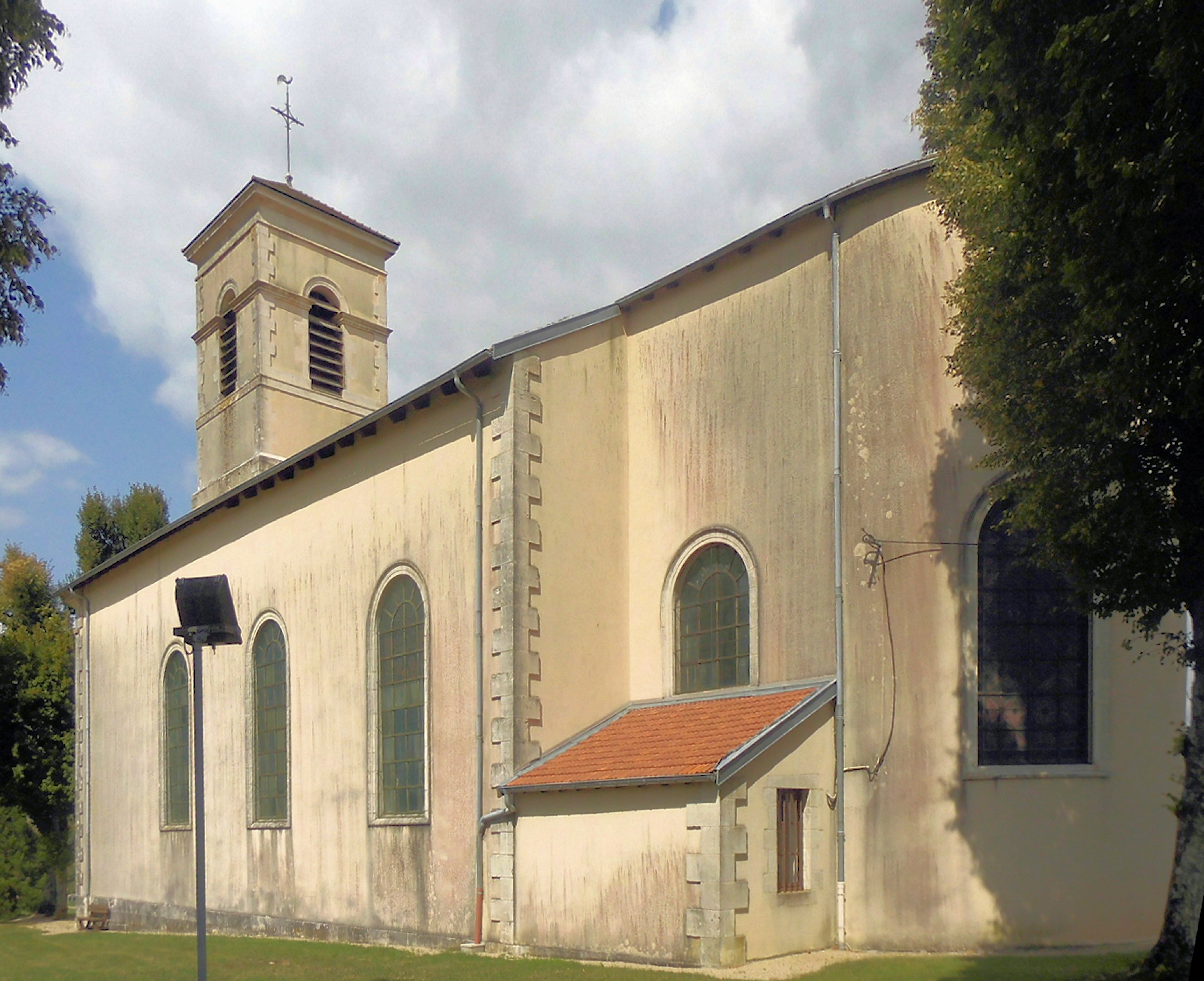
Kirche Saint-Epvre
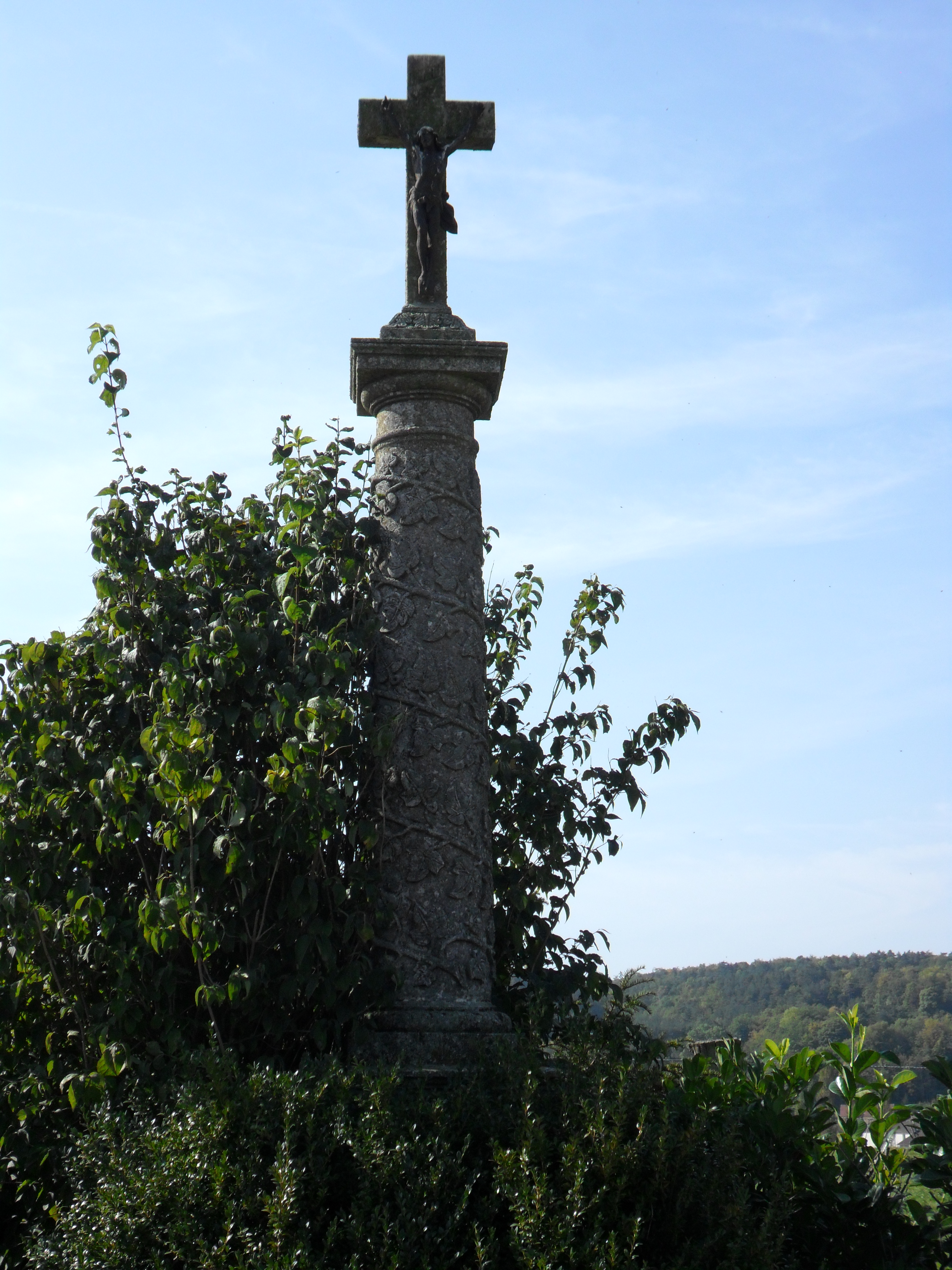
Steinkreuz, Monument historique

- Kirche Saint-Epvre
- Steinkreuz aus dem 16. Jahrhundert